# Площа зірок (Київ)

Зірка Володимира Горянського на Площі зірок

Площа зірок — пам'ятне місце на розі бульвару Лесі Українки, вулиці Еспланадної та Спортивної площі у Києві.

## Історія
14 листопада 2015 року були закладені перші дев'ять іменних зірок. Проєкт розпочато з метою популяризації національної культури, українського мистецтва і спорту країни. Пам'ятні знаки, виготовлені з латуні розміром 30 на 60 см, мають покажчик вкладу лауреата (кіно, музика, спорт) і QR код, який веде на сторінку проєкту і розповідає про досягнення лауреата. Зірки на «Площі Зірок» з'являються за результатами кількох етапів відбору, засновані на рекомендаціях експертної комісії — представників громадськості, експертів медіаринку та представників організаторів проєкту ГО "Спільна Перемога" та Gulliver.

## Зірки
| Лауреат              | Категорія | Дата              |
| -------------------- | --------- | ----------------- |
| Роговцева Ада        | Кіно      | 14 листопада 2015 |
| Горянський Володимир | Кіно      | 14 листопада 2015 |
| Ступка Богдан        | Кіно      | 14 листопада 2015 |
| Білозір Оксана       | Музика    | 14 листопада 2015 |
| СКАЙ (гурт)          | Музика    | 14 листопада 2015 |
| ТНМК (гурт)          | Музика    | 14 листопада 2015 |
| The Maneken (гурт)   | Музика    | 14 листопада 2015 |
| Постол Віктор        | Спорт     | 14 листопада 2015 |
| Примаченко Марія     | Кіно      | 1 вересня 2017    |
| Матвієнко Ніна       | Музика    | 10 жовтня 2017    |
| Зав'ялов Михайло     | Спорт     | 5 жовтня 2018     |
| Ольга Лящук          | Спорт     | 5 жовтня 2018     |
| Трифонова Світлана   | Спорт     | 16 листопада 2018 |
| Харлан Ольга         | Спорт     | 16 листопада 2018 |
| Абраменко Олександр  | Спорт     | 16 листопада 2018 |
| Соловйова Лариса     | Спорт     | 7 березня 2019    |
| Левченко Юлія        | Спорт     | 7 березня 2019    |
| Білодід Дар'я        | Спорт     | 7 березня 2019    |
| Ольга Полякова       | Музика    | 25 квітня 2019    |
| Монатик              | Музика    | 14 травня 2019    |
| Ахтем Сеітаблаєв     | Кіно      | 27 червня 2019    |
| Римма Зюбіна         | Кіно      | 27 червня 2019    |
| Андрій Кузьменко     | Музика    | 1 серпня 2019     |
| Ірма Вітовська       | Кіно      | 10 жовтня 2019    |
| Ірина Білик          | Музика    | 10 вересня 2020   |
| Тіна Кароль          | Музика    | 19 вересня 2020   |
| NK                   | Музика    | 8 жовтня 2020     |
| Олеся Жураківська    | Кіно      | 19 травня 2021    |
| Наталія Могилевська  | Музика    | 16 вересня 2021   |